# 龍德周
龍德周（？—？），字躬□，江西吉安府永新縣人，民籍，明朝政治人物。進士出身。

## 生平
早年出身國子生，江西鄉試第三十名。成化十四年（1478年）戊戌科會試第二百八十五名，殿試登進士第三甲第一百九十一名。

## 家族
曾祖父龍康隆。祖父龍世高。